# Caracal (álbum de Disclosure)
Caracal é o segundo álbum de estúdio do duo britânico de DJs Disclosure, com data de lançamento em 25 de setembro de 2015 via PMR e Island. Três singles oficiais foram lançados como divulgação do disco; "Holding On", com participação de Gregory Porter, "Omen", com vocais de Sam Smith, e "Jaded", além dos singles promocionais "Bang That", "Willing and Able" e "Hourglass".

## Alinhamento de faixas
| Caracal – Standard edition |                                         |         |  |
| N.º                        | Título                                  | Duração |  |
| 1.                         | "Nocturnal" (featuring The Weeknd)      | 6:44    |  |
| 2.                         | "Omen" (featuring Sam Smith)            | 3:50    |  |
| 3.                         | "Holding On" (featuring Gregory Porter) | 5:15    |  |
| 4.                         | "Hourglass" (featuring Lion Babe)       | 5:24    |  |
| 5.                         | "Willing and Able" (featuring Kwabs)    | 4:52    |  |
| 6.                         | "Magnets" (featuring Lorde (cantora))   | 3:19    |  |
| 7.                         | "Jaded"                                 | 4:33    |  |
| 8.                         | "Good Intentions" (featuring Miguel)    | 4:42    |  |
| 9.                         | "Superego" (featuring Nao)              | 4:33    |  |
| 10.                        | "Echoes"                                | 5:09    |  |
| 11.                        | "Masterpiece" (featuring Jordan Rakei)  | 4:01    |  |
| Duração total:             | Duração total:                          | 52:22   |  |

| Caracal – Deluxe edition (faixas bônus) |                                               |         |  |
| N.º                                     | Título                                        | Duração |  |
| 12.                                     | "Molecules"                                   | 3:56    |  |
| 13.                                     | "Moving Mountains" (featuring Brendan Reilly) | 5:35    |  |
| 14.                                     | "Afterthought"                                | 5:20    |  |
| Duração total:                          | Duração total:                                | 1:07:13 |  |